# Касимба-ди-Арея
Касимба-ди-Арея (порт. Cacimba de Areia) — муниципалитет в Бразилии, входит в штат Параиба. Составная часть мезорегиона Сертан штата Параиба. Входит в экономико-статистический микрорегион Патус. Население составляет 3804 человека на 2006 год. Занимает площадь 233,037 км². Плотность населения — 16,3 чел./км².

## Статистика
- Валовой внутренний продукт на 2003 год составляет 7 435 667,00 реалов (данные: Бразильский институт географии и статистики).
- Валовой внутренний продукт на душу населения на 2003 год составляет 1933,35 реалов (данные: Бразильский институт географии и статистики).
- Индекс развития человеческого потенциала на 2000 год составляет 0,581 (данные: Программа развития ООН).